# Oropodisma chelmosi
Oropodisma chelmosi is een rechtvleugelig insect uit de familie veldsprinkhanen (Acrididae). De wetenschappelijke naam van deze soort is voor het eerst geldig gepubliceerd in 1942 door Uvarov.
1. ↑  (en) Oropodisma chelmosi op de IUCN Red List of Threatened Species.